# چشمه خان قزی
چشمه خان قزی - چشمه ای واقع در کنار قصر ناتوان دختر خان، در محله چول قلعه شهر شوشی. این چشمه در قرن نوزدهم به دستور خورشیدبانو ناتوان ساخته شد.
پس از اشغال شوشی توسط ارمنی‌ها در ۸ مه سال ۱۹۹۲، چشمه مورد بی‌توجهی قرار گرفت. در نتیجه آب چشمه نیز خشک شد.
این چشمه با تصمیم شماره ۱۳۲ در تاریخ ۲ اوت ۲۰۰۱ توسط هیئت وزیران جمهوری آذربایجان در فهرست آثار غیرمنقول تاریخی و فرهنگی با اهمیت محلی قرار گرفت.
در سال ۲۰۲۰، پس از آزادسازی شوشی در جریان جنگ دوم قره باغ، چشمه بازسازی شد و برای استفادهٔ عموم افتتاح شد.

## آلبوم عکس

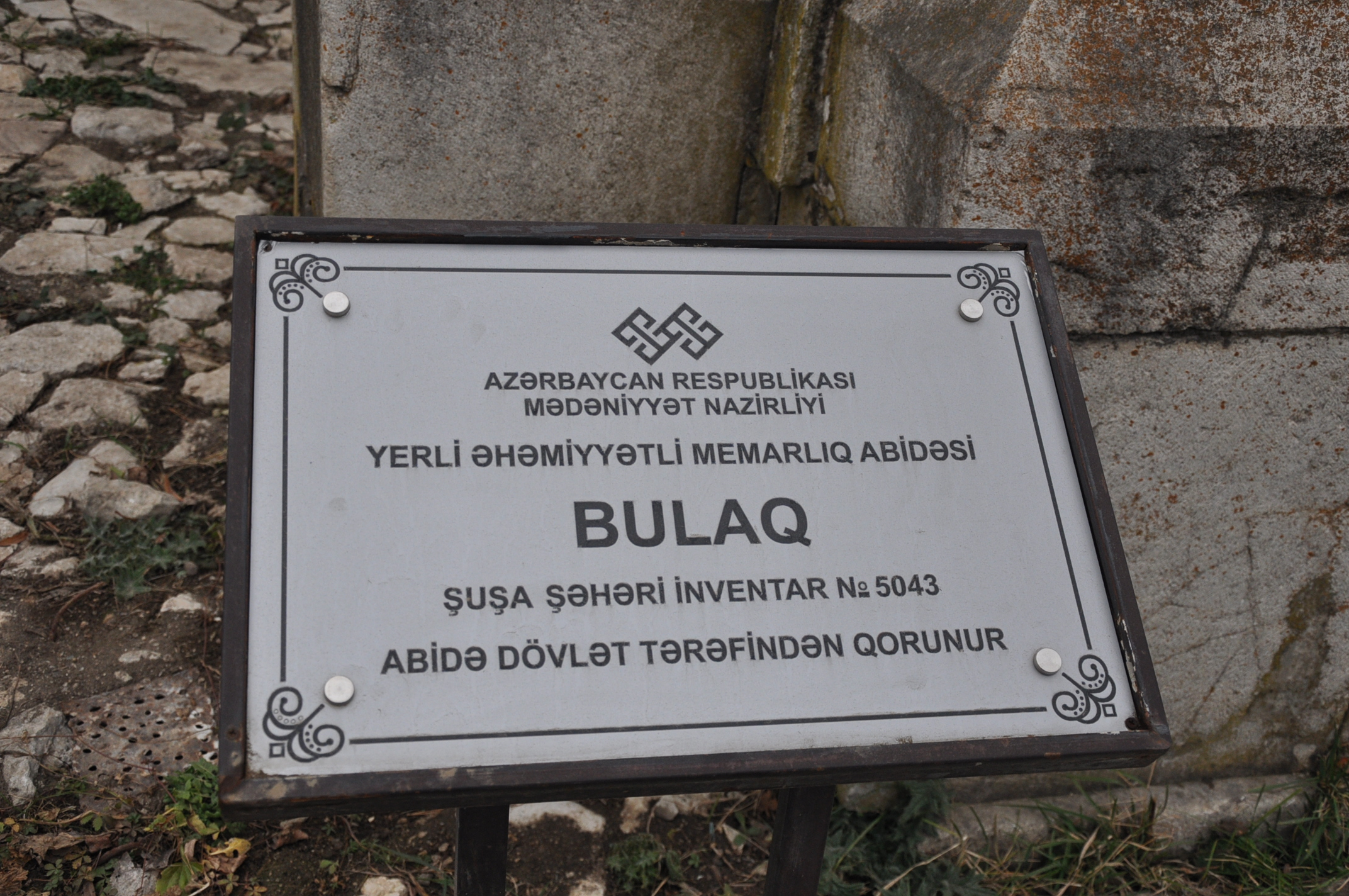
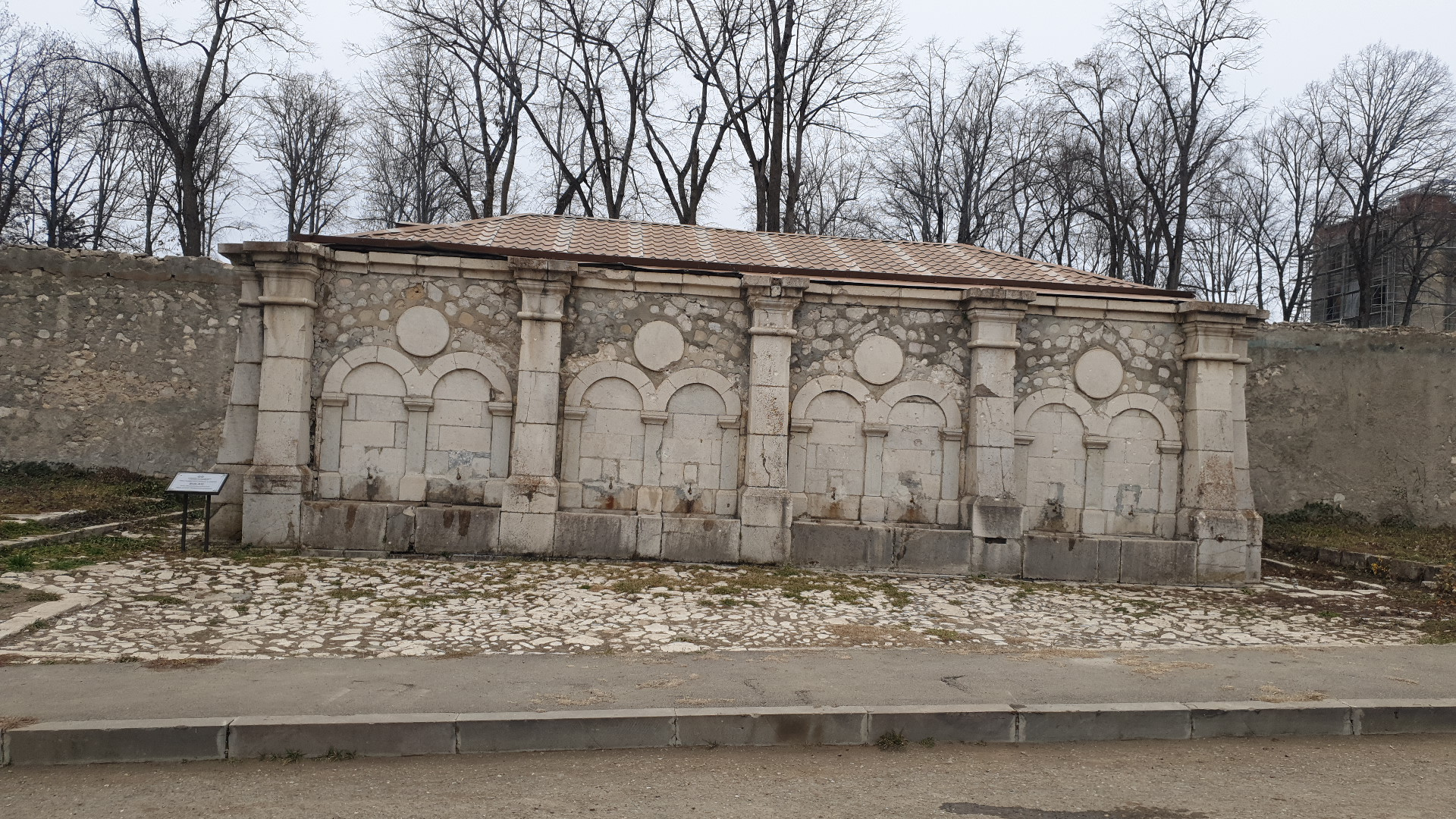
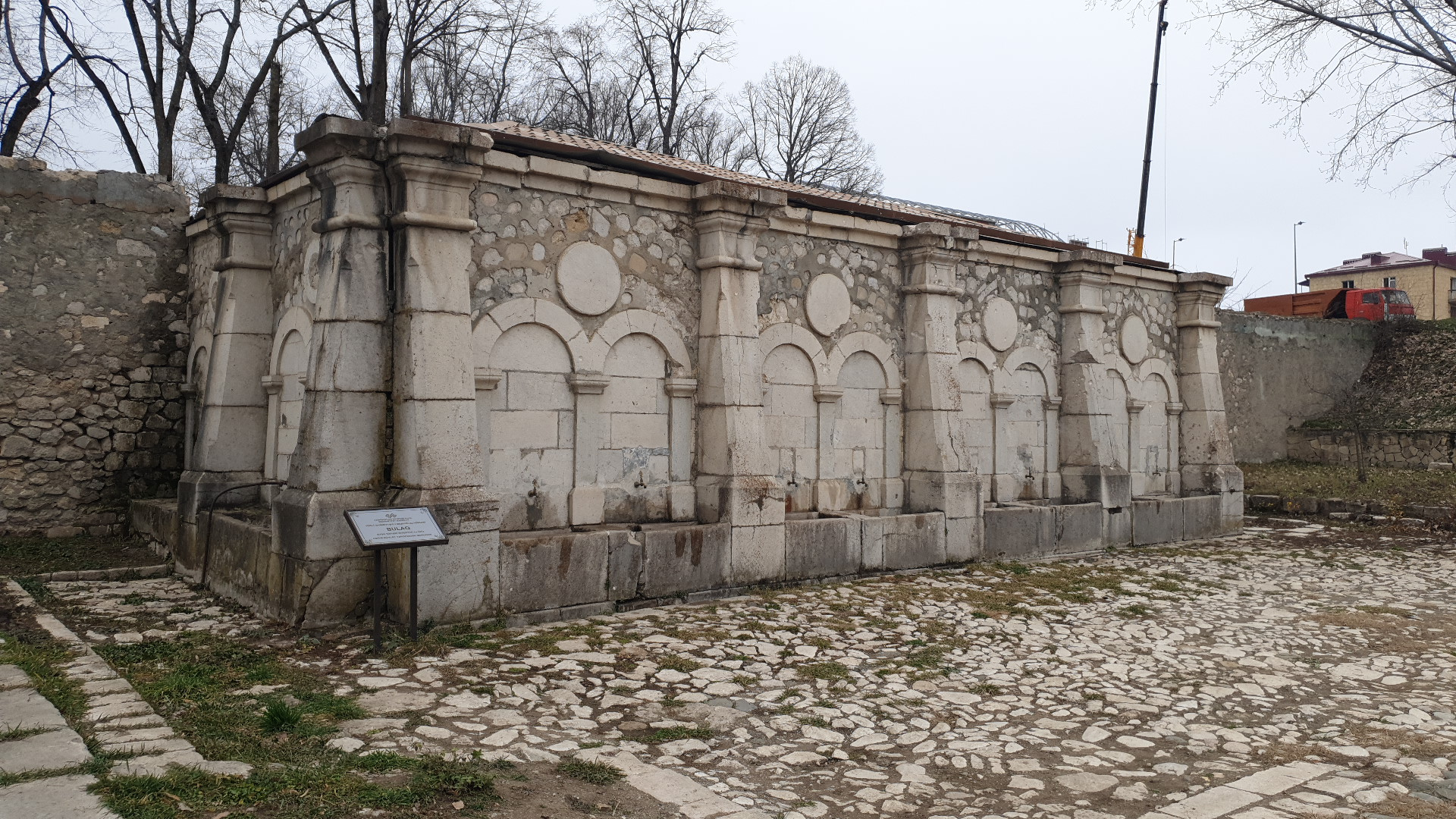
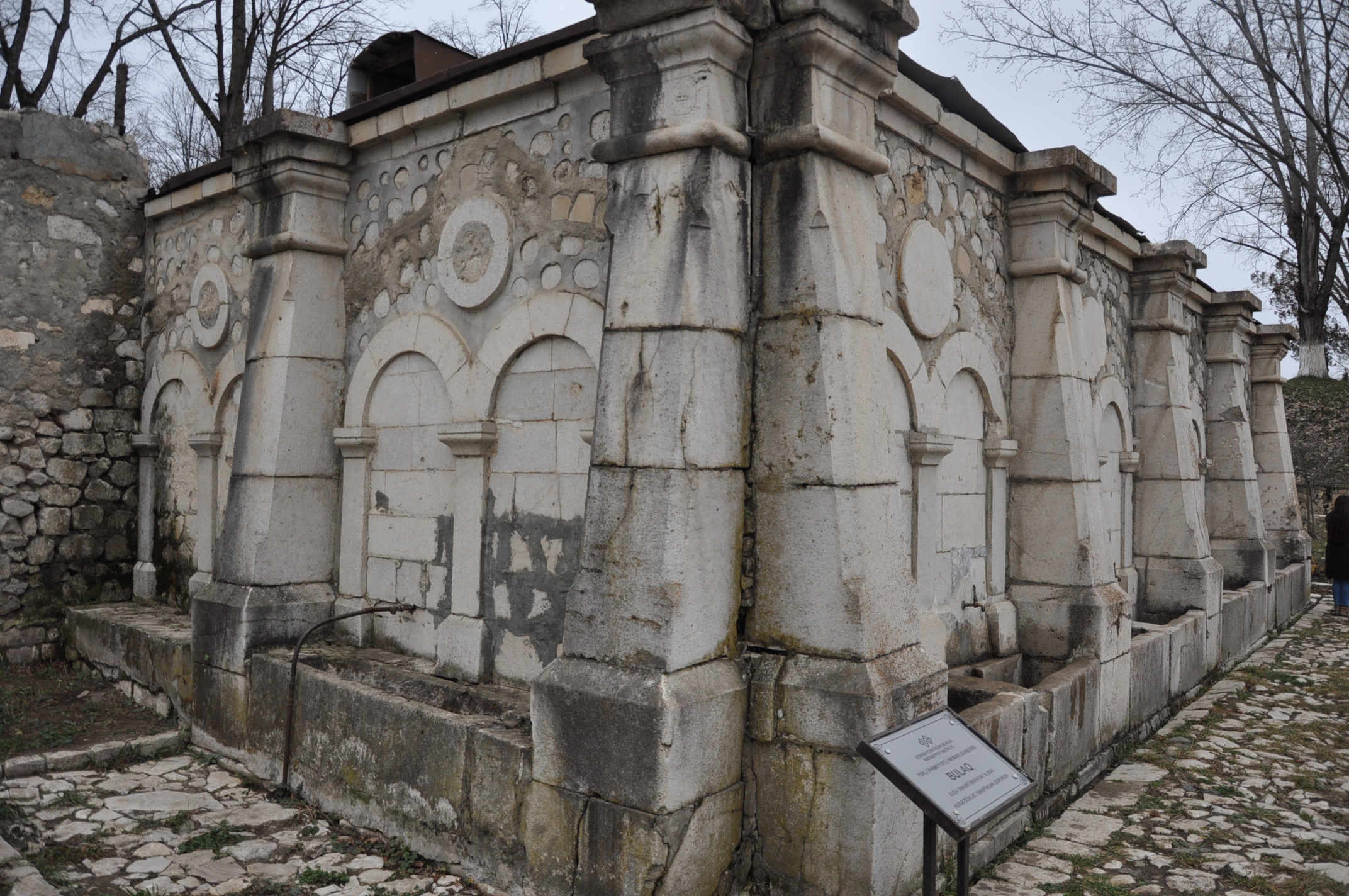
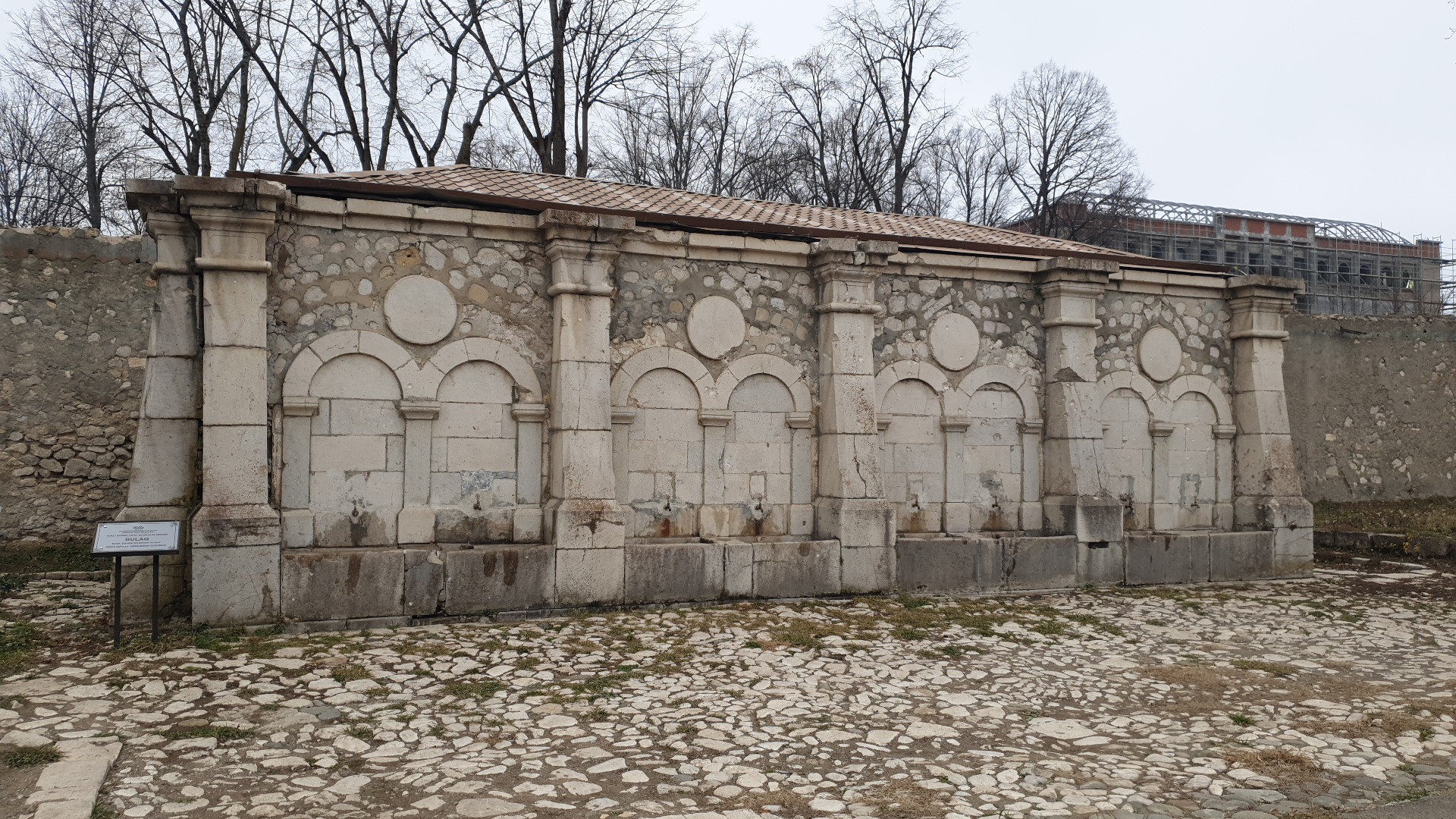
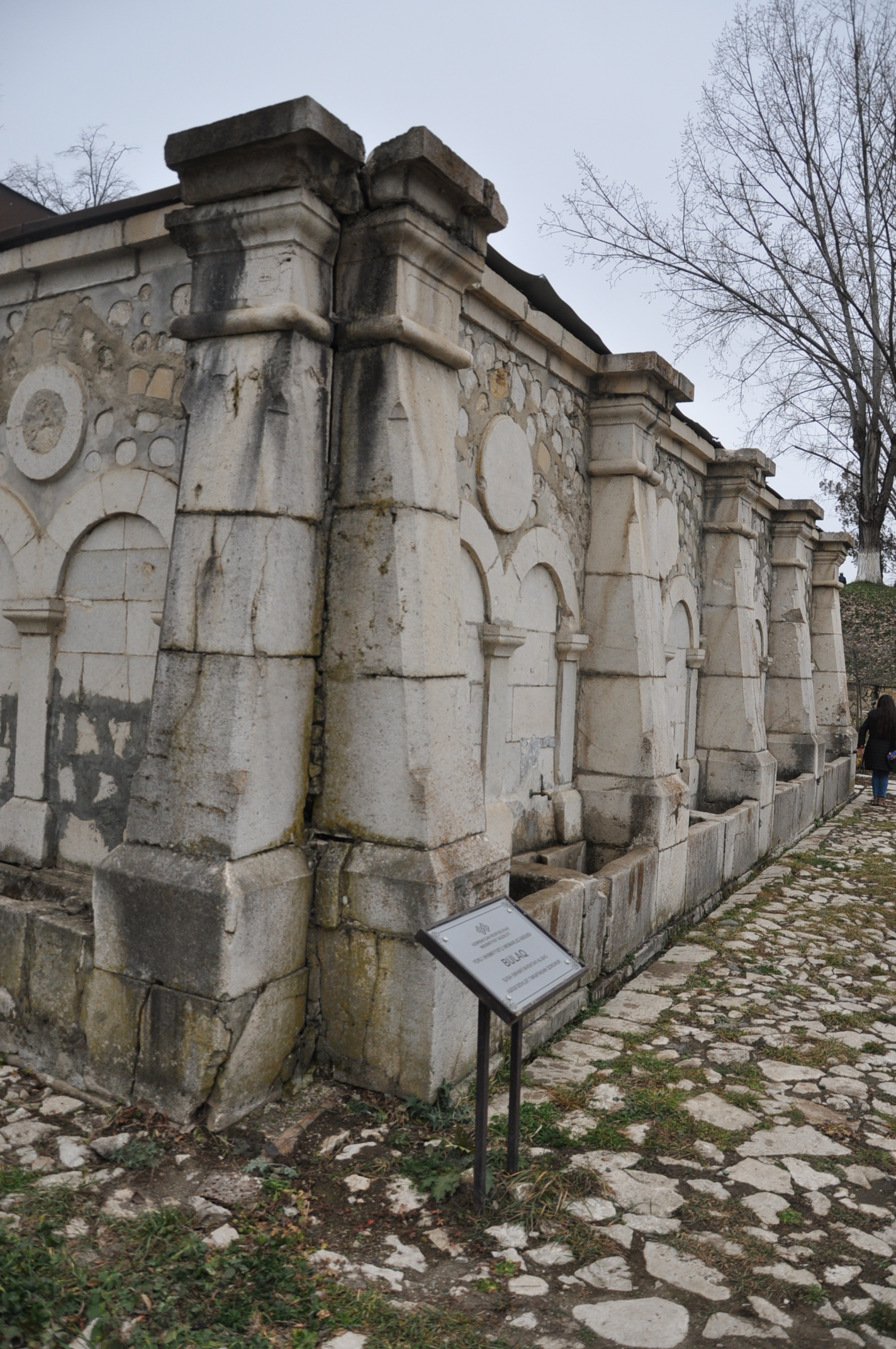
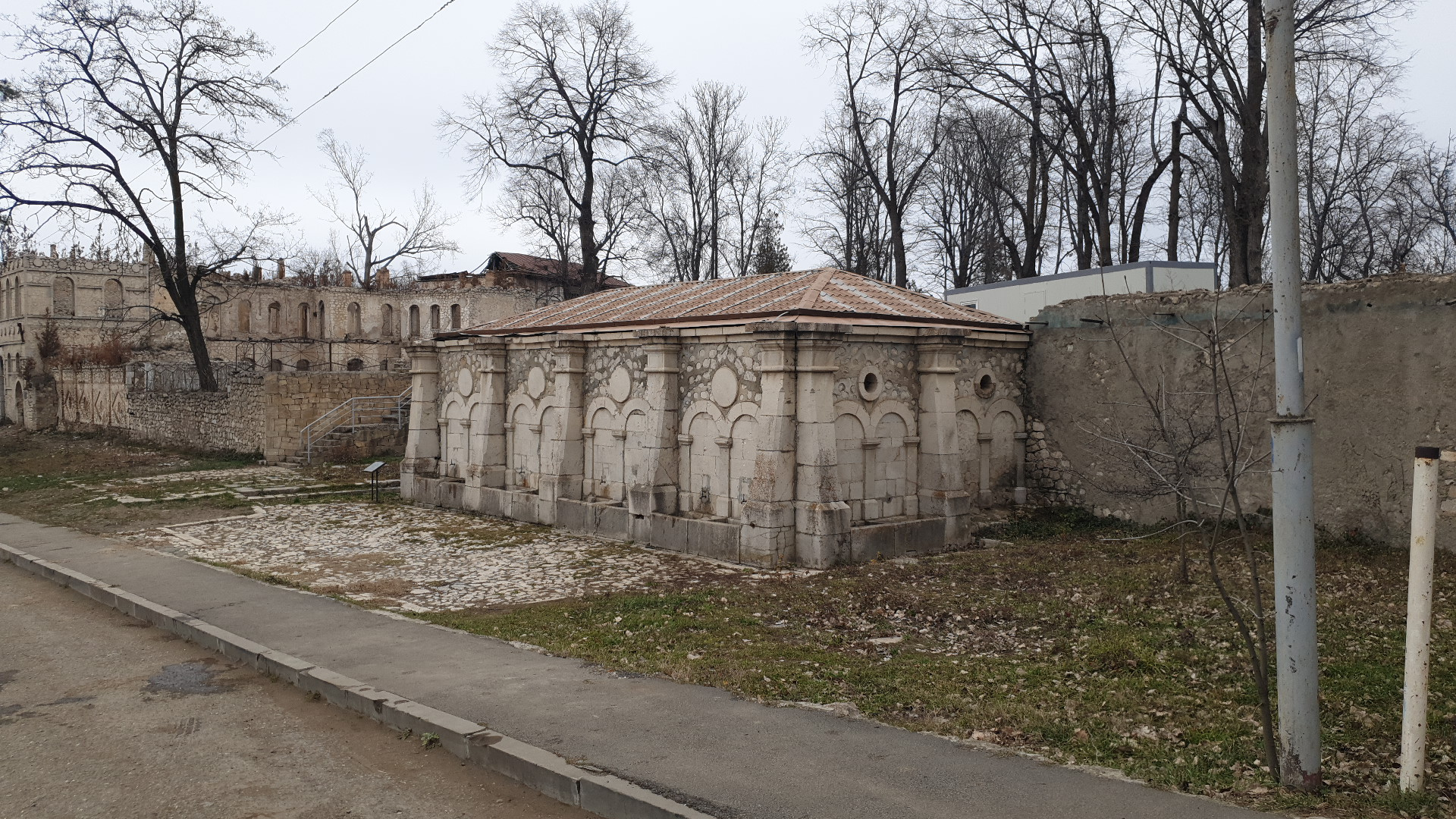

## تاریخ
پس از احداث شهر شوشی، مردم آن تلاش کردند تا آب آشامیدنی خود را از طریق چاه‌های حفر شده در حیاط تأمین کنند. اما بیشتر این آب‌ها به دلیل شور بودن برای آشامیدن مناسب نبودند. در شهر فقط دو چاه آب شرب وجود داشت و این برای شهری با ۳۰۰۰۰ نفر جمعیت ناکافی بود؛ بنابراین مردم آب مورد نیاز خود را از کوه‌هایی در ۳–۴ کیلومتری شهر از چشمه‌های حاشیه رودخانه‌های داش آلتی و خلفلی تأمین می‌کردند. ن‌ها از این چشمه‌ها کیسه‌های آب پر می‌کردند و با اسب و الاغ به شهر می‌بردند. آوردن آب از راه دور باعث گرانی قیمت آن می‌شد. خانواده‌های ثروتمند سالانه ۵۰ روبل برای آب خرج می‌کردند. مردم فقیر اغلب مجبور بودند از چشمه‌های آب شور یا آب باران استفاده کنند. آنها آب جاری از پشت بام خانه‌ها را به آب انباری که در زیر زمین در پایین حیاط ساخته بودند هدایت می‌کردند و برای استفاده‌های بعدی جمع‌آوری می‌کردند. به منظور تأمین نیاز آب شرب شهر، چشمه‌های آبی مختلفی در شهر احداث شد. این چشمه‌ها با توجه به سبک‌های معماری و تفاوت‌هایی که دارند، در حال حاضر جزو آثار تاریخی شهر محسوب می‌شوند.

## ساخت چشمه
ساخت یکی از چشمه‌ها را خورشیدبانو ناتوان بر عهده می‌گیرد. او در سال ۱۸۷۱ خط لوله آب را از دامنه کوه ساری بابا که در فاصلهٔ ۷ کیلومتری شوشی قرار دارد تا خود شهر شوشی ساخت تا آب آشامیدنی مردم را تأمین کند. ساخت خط لوله به مدت ۱ سال و ۶ ماه به طول انجامید و در ۱۸ اوت ۱۸۷۳ با موفقیت به پایان رسید پنج هزار نفر برای شرکت در مراسم افتتاحیه بهار جمع می‌شوند. خورشیدبانو ناتوان ۱۰۰ هزار منات طلا برای ساختن چشمه خرج می‌کند. او علاوه بر پول، ۱۸۰ گوسفند و ۲۰ دست لباس گران‌قیمت را به کسانی که در ساخت لوله شرکت می‌کردند اهدا کرد. میر محسن نواب، شاعر و هنرمند، ماده‌تاریخی در این باره نوشته و از کار خیر خورشیدبانو بیگم قدردانی کرد.
به دلیل لوله‌کشی با کوزه‌های سفالی آب چشمه خنک بود. بعدها لوله‌های سفالی با لوله‌های برنزی جایگزین شدند. برای استفادهٔ مردم از آب چشمه، چشمه خان قیزی در محوطه مجموعه کاخ خورشیدبانو ناتوان در محله چول قلعه ساخته می‌شود. چشمه از سنگ مرمر سفید تشکیل شده‌است.
پس از اشغال شوشی در تاریخ ۸ می ۱۹۹۲، چشمه مورد بی‌توجهی قرار گرفت. در نتیجه، آب چشمه نیز خشک شد
این چشمه با تصمیم شماره ۱۳۲ در تاریخ ۲ اوت ۲۰۰۱ توسط هیئت وزیران جمهوری آذربایجان در فهرست آثار غیرمنقول تاریخی و فرهنگی با اهمیت محلی قرار گرفت.
در سال ۲۰۲۰، پس از آزادسازی شوشی در جریان جنگ دوم قره باغ، چشمه بازسازی شد و برای استفادهٔ عموم افتتاح شد.